# Album C (Goya)
L’Album C (en espagnol : Álbum C ou Álbum de la Inquisición) est une collection de dessins réalisés par Francisco de Goya entre 1808 et 1824 à Madrid.

## Contexte
L’Album C est réalisé à des dates exactes inconnues, mais incluses entre la guerre d'indépendance espagnole (1808-1814) et l’avènement du triennat libéral (1820-1823) qui suit la fin de la répression absolutiste de Ferdinand VII d'Espagne.

## Description